# Elżbieta Dzikowska
Elżbieta Dzikowska (Międzyrzec Podlaski, 19 de marzo de 1937) - es una historiadora del arte, sinóloga, viajera, directora y camarógrafa de documentales, autora de numerosos libros, programas de televisión, programas de radio, artículos periodísticos, así como exposiciones de arte contemporáneo.
Junto con su compañero [1] Tony Halik, realizó alrededor de 300 documentales de todos los continentes para la Televisión Polaca y dirigió un popular programa de televisión Pieprz i vanilia. Desde 2015, ha estado ejecutando nuevamente el programa Pepper and Vanilla, esta vez en TVN Biznes y Świat [2].